# Shun Enokido
Shun Enokido (榎戸 駿, Enokido Shun) est un animateur, illustrateur et réalisateur japonais d'anime né le 26 janvier 1990.
À l'instar de ses collègues réguliers Ryū Nakayama et Takahito Sakazume, il se fait connaître dans les années 2010 pour sa réalisation et ses effets visuels, en particulier sur la série Fate/Apocrypha sur les bandes-annonces du jeu mobile Fate/Grand Order. Dans les années 2020, il réalise un générique pour l'adaptation du manga Mashle qui a un retentissement mondial, puis participe à de nombreux clips musicaux animés avant de réaliser la série Fate/strange Fake adaptée des romans du même nom.

## Biographie

### Débuts et reconnaissance comme animateur
Enokido est diplômé de la Tokyo Zokei University (en), une université privée spécialisée en arts visuels, où il suit un cursus en animation,,. Alors qu'il est encore étudiant, l'animateur Tatsuya Yoshihara l'invite lui et Ryū Nakayama, étudiant en graphisme de la même faculté, à rejoindre la production de la série animée Tantei Opera Milky Holmes au studio Tatsunoko Production. Il obtient ainsi en 2010 son premier poste dans le milieu de l'animation à 20 ans, en tant qu'animateur clé,.
Tout comme Nakayama et Yoshihara, Enokido est un représentant du courant d'animation webgen, désignant le style et le type d'animation produit par de jeunes animateurs démarrant leur carrière au début des années 2010 et ayant appris le dessin et l'animation via des supports numériques, publiant leurs créations sur le Web sous forme de GIFs animés ou d'animations courtes sur les réseaux sociaux,.
Il se fait particulièrement remarquer à la fin des années 2010 pour ses séquences sur des séries comme Yozakura Quartet, Yoru no Yatterman (où il est crédité comme "animateur principal" avec Nakayama), Flip Flappers, et Fate/Apocrypha.
Dans les années 2020, Enokido travaille régulièrement sur des clips musicaux animés, en particulier pour le chanteur japonais Eve,.

### Carrière de réalisateur-animateur
Enokido et Takahito Sakazume forment depuis leurs débuts professionnels une équipe de production d'animation nommée "Mayutokage", et collaborent régulièrement. Depuis 2015, le duo participe notamment à la réalisation et l'animation de nombreuses bandes-annonces et publicités du jeu mobile Fate/Grand Order, sous la forme de courts métrages de 15 à 30 secondes,. En 2022, Aniplex annonce l'adaptation des romans Fate/strange Fake de Ryōgo Narita sous la forme d'un épisode spécial réalisé par Enokido et Sakazume, nommé Whispers of Dawn. Ce même duo réalise la série dérivée annoncée par la suite, et diffusée en 2025.
En 2023, un producteur d'Aniplex approche Enokido pour qu'il réalise le nouveau générique d'ouverture de l'adaptation animée de Mashle, sur une chanson du groupe Creepy Nuts. Il accepte, et son générique (Bling-Bang-Bang-Born (en)) devient en 2024 une vidéo virale sur les réseaux sociaux via sa chorégraphie et la chanson un tube international, atteignant le neuvième rang du Billboard Global 200 et dépassant 300 millions de visionnages sur YouTube.
Il se fait également un nom dans le milieu des Youtubeuses virtuelles japonaises, réalisant une des vidéos promotionnelles Hololive Alternative et divers clips musicaux pour Kanata Amane (ja) ou Sakura Miko (ja),,.

## Filmographie
Sauf mention contraire explicite, les informations de cette section sont tirées des cartons de crédits des œuvres mentionnées, ou de bases de données compilant ces mêmes crédits,,.

### Séries principales
| Année | Titre                                     | Rôle(s) |
| ----- | ----------------------------------------- | --- |
| 2010  | Tantei Opera Milky Holmes                 | Animation clé                                                                                                  |
| 2011  | Hoshizora e Kakaru Hashi (en)             | Animation clé                                                                                                  |
| 2011  | Fairy Tail                                | Animation clé                                                                                                  |
| 2013  | Love Lab (en)                             | Animation clé                                                                                                  |
| 2013  | Yozakura Quartet - Hana no Uta            | Animation clé                                                                                                  |
| 2013  | En selle, Sakamichi !                     | Animation clé                                                                                                  |
| 2014  | Mikakunin de Shinkōkei (en)               | Animation clé (opening)                                                                                        |
| 2014  | Wake Up, Girls!                           | Direction d'animation, animation clé                                                                           |
| 2014  | Sakura Trick                              | Animation clé                                                                                                  |
| 2014  | No Game No Life                           | Animation clé (opening)                                                                                        |
| 2014  | Dragon Collection (en)                    | Animation clé (opening)                                                                                        |
| 2014  | Ping Pong The Animation                   | Anumation clé                                                                                                  |
| 2014  | Barakamon                                 | Animation clé, intervalles                                                                                     |
| 2014  | Hanayamata                                | Animation clé (opening)                                                                                        |
| 2014  | Psycho-Pass (saison 2)                    | Animation clé                                                                                                  |
| 2015  | Yoru no Yatterman                         | Animateur principal, prop design (en), direction d'animation, aide au chara-design, animation clé              |
| 2015  | The Idolmaster: Cinderella Girls          | Animation clé                                                                                                  |
| 2015  | Monster musume no iru nichijō             | Animation clé                                                                                                  |
| 2015  | One Punch Man                             | Animation clé                                                                                                  |
| 2016  | Hundred (en)                              | Animation clé                                                                                                  |
| 2016  | Flip Flappers                             | Story-board et réalisation d'épisode, direction d'animation, animation clé                                     |
| 2016  | Bungo Stray Dogs                          | Animation clé                                                                                                  |
| 2017  | ACCA: 13-Territory Inspection Dept. (en)  | Design vestimentaire, direction d'animation, animation clé (opening)                                           |
| 2017  | Atom: The Beginning                       | Animation clé (opening)                                                                                        |
| 2017  | Gamers!                                   | Animation clé (opening)                                                                                        |
| 2017  | Fate/Apocrypha                            | Sous-réalisateur, story-board et réalisation d'épisodes et de génériques, direction d'animation, animation clé |
| 2018  | Seven Deadly Sins                         | Animation clé (opening 2)                                                                                      |
| 2019  | Boogiepop Phantom                         | Animation clé                                                                                                  |
| 2019  | Mob Psycho 100 (saison 2)                 | Animation clé                                                                                                  |
| 2021  | Sonny Boy                                 | Animation clé                                                                                                  |
| 2022  | Princess Connect! Re:Dive (en) (saison 2) | Animation clé                                                                                                  |
| 2022  | Chainsaw Man                              | Story-board et réalisation d'épisode, animation clé                                                            |
| 2023  | Jujutsu Kaisen (saison 2)                 | Animation clé                                                                                                  |
| 2023  | Frieren                                   | Animation clé                                                                                                  |
| 2024  | Mashle (saison 2)                         | Réalisation, story-board et animation clé de générique (opening)                                               |
| 2024  | The Elusive Samurai                       | Animation clé                                                                                                  |
| 2025  | Fate/strange Fake                         | Réalisateur, réalisation et story-board d'épisodes                                                             |

### Films
| Année | Titre                                        | Rôle(s)                              |
| ----- | -------------------------------------------- | ------------------------------------ |
| 2013  | Arve Rezzle (en)                             | Animation clé                        |
| 2013  | Hunter × Hunter - The Last Mission           | Animation clé                        |
| 2014  | Wake Up, Girls!                              | Direction d'animation                |
| 2017  | Sword Art Online: Ordinal Scale              | Direction d'animation, animation clé |
| 2019  | Blackfox (en)                                | Animation clé                        |
| 2021  | Evangelion: 3.0+1.0 Thrice Upon a Time       | Animation clé                        |
| 2024  | Uma Musume Pretty Derby: Shinjidai no Tobira | Animation clé                        |

### Divers
| Année     | Titre                                              | Type                                       | Rôle(s)                                                                          |
| --------- | -------------------------------------------------- | ------------------------------------------ | -------------------------------------------------------------------------------- |
| 2013      | Yozakura Quartet - Tsuki no Naku                   | OVA                                        | Animation clé                                                                    |
| 2014      | Passepied (en) - Tokyo City Underground            | Clip vidéo                                 | Animation clé                                                                    |
| 2015–2025 | Fate/Grand Order                                   | Jeu mobile (bandes-annonces et publicités) | Réalisateur ou co-réalisateur, story-board, direction d'animation, animation clé |
| 2019      | Eve - Raison d'être                                | Clip vidéo                                 | Animation clé                                                                    |
| 2019      | ACCA: 13-Territory Inspection Dept. - Regards (en) | OVA                                        | Animation clé                                                                    |
| 2020      | Mafumafu - Sore wo Ai to Yobu dake                 | Clip vidéo                                 | Animation clé                                                                    |
| 2020      | Eve - Yakusoku                                     | Clip vidéo                                 | Animation clé                                                                    |
| 2021      | Eve & suis (Yorushika) - Heikôsen                  | Clip vidéo                                 | Animation clé                                                                    |
| 2021      | Eve - Yusei Bôshi                                  | Clip vidéo                                 | Animation clé                                                                    |
| 2021      | Chainsaw Man                                       | Bande-annonce                              | Animation clé                                                                    |
| 2021–2022 | Hololive Alternative                               | Clips vidéos                               | Réalisateur, story-board (clip 1), animation clé (clip 2)                        |
| 2022      | Pokémon: Hisuian Snow                              | ONA                                        | Animation clé                                                                    |
| 2023      | Fate/strange Fake -Whispers of Dawn-               | Épisode spécial                            | Co-réalisateur, story-board, animation clé, intervalles                          |
| 2024      | Kanate Amane - Oracle                              | Clip vidéo                                 | Réalisateur, color design                                                        |
| 2024      | Sakura Miko - flower rhapsody                      | Clip vidéo                                 | Réalisateur, story-board, animation clé, intervalles                             |